# Missias do MST
Manoel Missias Bezerra, mais conhecido como Missias do MST (Forteleza, 8 de janeiro de 1982) é uma ativista e político brasileiro. Atualmente é deputado estadual do Ceará pelo Partido dos Trabalhadores (PT).

## Biografia
Missias mudou-se ainda criança, juntamente com sua família, para a localidade de Simião, município de Crateús.
Sua família, formada por agricultores, era moradora do acampamento que realizou a ocupação da fazenda Serrote, em Crateús, no local onde se encontra atualmente o assentamento Palmares.
Missias estudou na escolinha que funcionava no local e ingressou na militância do Movimento dos Trabalhadores Rurais Sem Terra (MST) durante a adolescência. Formou-se pela primeira turma de administração do MST em Minas Gerais.
É dirigente histórico do MST da região de Crateús, foi presidente da Cooperativa Central das Áreas de Reforma Agrária (CCA-CE), dirigente estadual do MST pelo setor de produção e membro da Coordenação Nacional do MST.
Foi eleito deputado estadual no Ceará com 44.853 votos pelo Partido dos Trabalhadores (PT), nas eleições de 2022.